# Riccordia
Riccordia — рід серпокрильцеподібних птахів родини колібрієвих (Trochilidae). Представники цього роду мешкають на Карибах. Традиційно їх відносили до родів Колібрі-смарагд (Chlorostilbon) і Гіацинтовий колібрі (Cyanophaia), однак за результатами молекулярно-філогенетичного дослідження 2014 року вони були переведені до відновленого роду Riccordia. Також до цього роду був переведений гіацинтовий колібрі, якого раніше відносили до монотипового роду Cyanophaia, а також два вимерлих види.

## Види
Виділяють шість видів, включно з двома вимерлими:
- Колібрі-смарагд кубинський (Riccordia ricordii)
- †Колібрі-смарагд винногрудий (Riccordia bracei)
- Колібрі-смарагд гаїтянський (Riccordia swainsonii)
- Колібрі-смарагд пуерто-риканський (Riccordia maugaeus)
- Колібрі гіацинтовий (Riccordia bicolor)
- †Колібрі-смарагд багамський (Riccordia elegans)[12]